# Vitreorana antisthenesi
Vitreorana antisthenesi es una especie de anfibio anuro de la familia de las ranas de cristal (Centrolenidae). Se distribuye por la Cordillera de la Costa y la Serranía del Interior, en el norte de Venezuela, habitando entre los 110 y los 1.300 m de altitud. Se encuentra amenazada (categoría Vulnerable de la UICN) debido a la pérdida de su hábitat.